# Micro-SIM

Порівняння SIM-карток різних стандартів

Micro-SIM або 3FF (англ. third form factor — третій форм-фактор) — форм-фактор SIM-карти для ідентифікації абонентів на мобільних пристроях (наприклад: iPad, iPhone, Samsung Galaxy S III), відрізняється зменшеними розмірами порівняно із застарілою SIM-карткою і звичайною Mini-SIM-карткою. Станом на 2018 рік основний тип карток у смартфонах. Хоча у більшості мобільних телефонів (не смартфонів) все же використовуються Mini-SIM-картки, у той же час у нових топових моделях смартфонів із виходом iPhone 5 у 2012 році поступово витісняється ще меншою карткою Nano-SIM.

## Розробка
Стандарт картки Micro-SIM був розроблений ETSI поряд з SCP, 3GPP (UTRAN/GERAN), 3GPP2 (CDMA2000), ARIB, GSMAssociaton (GSMA SCaG and GSMNA), GlobalPlatform, Liberty Alliance, та OMA з метою використання в пристроях, де вимагалось менше місця для SIM-картки.
Форм-фактор був згаданий в грудні 1998 на робочій конференції «3GPP SMG9 UMTS», яка розробляє стандарти SIM-карт. А сам стандарт Micro-SIM був схвалений трохи пізніше, у 2003.
Головна ідея розробки — це повна сумісність із усіма попередніми стандартами SIM-карт. Цього досягли за рахунок однакової контактної зони у трохи зміненому пластмасовому контурі картки при збереженні тієї ж швидкості роботи (5 МГц). Той же розмір та позиції пінів у смарт-картці призвели до численних консультацій, як вирізати карту mini-SIM до розміру Micro-SIM гострим ножем або ножицями. Ці консультації стали дуже популярними серед перших власників iPad 3G після його виходу 30 квітня 2010 та iPhone 4 — 24 червня 2010.

## Опис

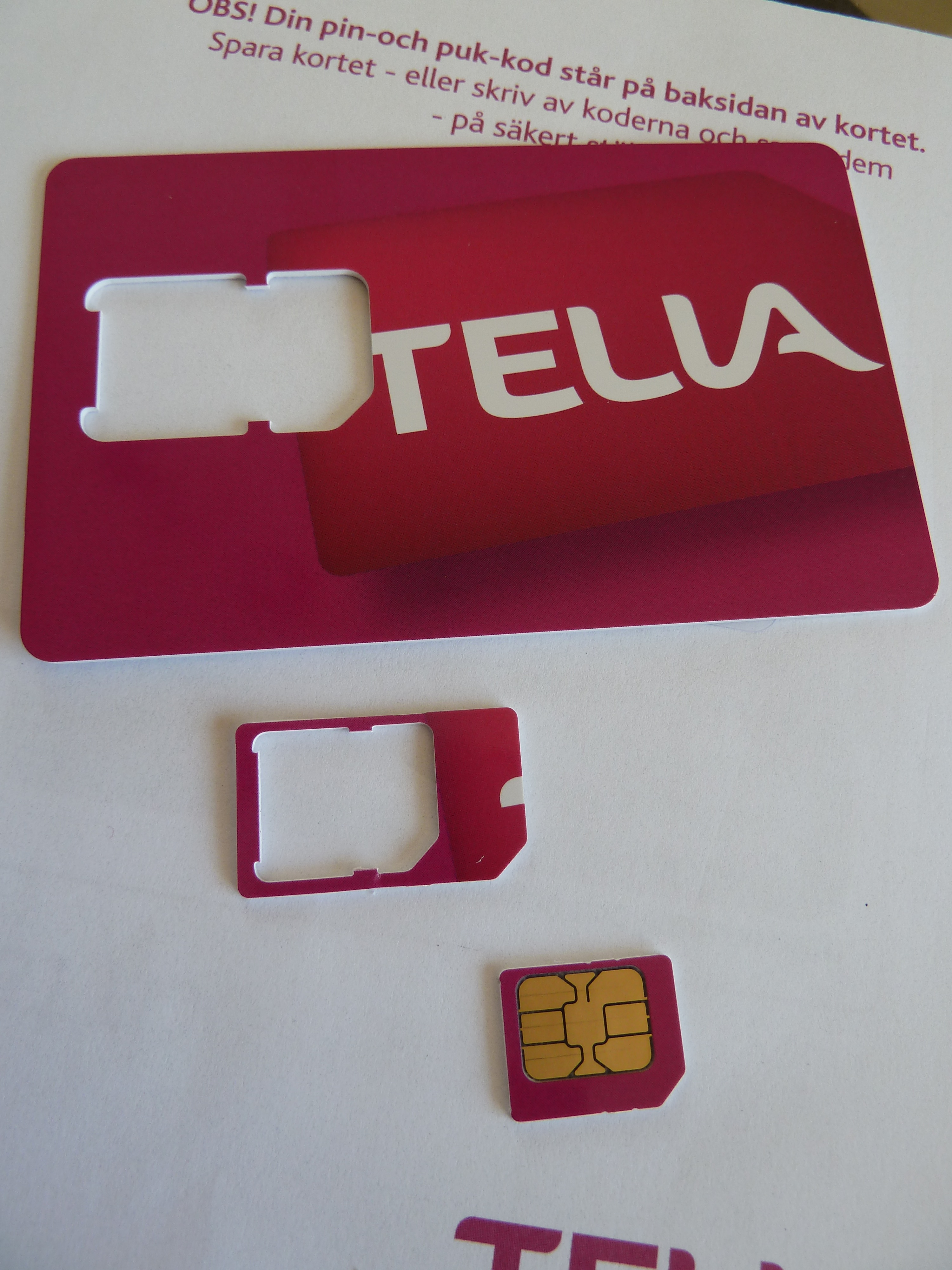
Micro-SIM у стандартній (повній) SIM-карті

Micro-SIM менша, ніж mini-SIM (фізичні розміри карти становлять 12 х 15 мм), яка використовується у мобільних пристроях, але контактна пластина, програмний та електричний інтерфейси обміну у них, як правило, однакові. У більшості випадків, можна зробити Micro-SIM із mini-SIM обрізавши відповідним чином пластиковий корпус SIM-карти. Також картку можна отримати охайно виламавши її по заводських контурах із повної SIM-карти або mini-SIM.
Слід зауважити, що у документах ETSI карта 3FF UICC має назву не Micro-SIM, а Mini-UICC, у той час як попередній типорозмір вживається під назвою Plug-in UICC.

## Нові функції
Специфікації для «3FF» або «Micro-SIM» карти також включають додаткову функціональність після заміни фізичного розміру карти:
- підтримка одночасного доступу до картки декількох додатків через віртуальні (логічні) канали.
- система взаємної аутентифікації карти та стільника, до якого вона під'єднується.
- ієрархічна система PIN-кодів із універсальним PIN-кодом, кодом для застосунків та локальним кодом.
- підтримка розширеної телефонної книги збільшеного розміру, що дозволяє зберігати на SIM-карті другі імена абонентів, групи, а також адреси електронної пошти.

## Галерея

Порівняння SIM-карт різних стандартів
Порівняння SIM-карт різних стандартів
Порівняння SIM-карт різних стандартів